# Swiss Dance Contest
Der Swiss Dance Contest war eine von JEP Schweiz für SwissYouthTV produzierte Talentshow für Tanzgruppen, die in den Jahren 2014 und 2015 stattfand.

## Konzept
Tanzgruppen traten in der Show gegeneinander an. Ein Gremium von Tänzern wählte aus den Bewerbern sechs Tanzgruppen für die Liveshow. Die Jury und die Zuschauer bestimmten in der Sendung den Sieger des Tanzwettbewerbes zu je 50 %.
Neu in der 2. Show waren die drei zusätzlichen Kategorien «Bestes Outfit», «Beste Musik» und «Bestes Publikum». Die Jury kürte in jeder Kategorie eine Gruppe, die sie gemeinsam bestimmten. Für den Titel «Bestes Publikum» wurde der Dezibel-Wert des Applauses gemessen.

## Erste Sendung (2014)

### Die Show
Die Show wurde am 18. Oktober 2014 im Theater Casino Zug aufgezeichnet und am 1. November vom SportSzene Fernsehen (SSF) ausgestrahlt. Moderiert wurde sie von Daniel Küng und Ana Duarte. Die Ginseng Dance Crew eröffnete die Show und Sänger Ricardo Sanz trat als Liveact auf. Aufgrund einer kurzfristigen Absage traten nur sieben der geplanten acht Gruppen auf. Die besten drei Gruppen erhielten einen Siegerpreis.

### Die Jury
- Andrew Veluz Resurreccion (Gründer der «American School of Dance»)
- Caroline Liechti (Berufstänzerin und Choreographin)
- Oliver Malicdem (Tänzer und Finalist bei «Die grössten Schweizer Talente»)
- Yen Han («Herausragende Tänzerin 2013»[7][8])

### Ergebnisse
| Gruppe               | Platz | Punkte der Jury | Voting-Anteil (in %) |
| -------------------- | ----- | --------------- | -------------------- |
| Flow2Flow Crew       | 1     | 26              | 35,85 %              |
| Lucky Jeans          | 2     | 34              | 18,49 %              |
| iNZANE               | 3     | 40              | 9,26 %               |
| intuniX Dancecrew    | 4     | 28              | 13,04 %              |
| B'UN!QUE             | 5     | 37              | 9,08 %               |
| B.A.T.E              | 6     | 21              | 11,10 %              |
| Stumble Crumble Crew | 7     | 34              | 3,18 %               |

Angegeben sind jeweils die Wertung der Jury und das Voting.
Grüne Zahlen: höchste Jury-Punktzahl bzw. höchster Voting-Anteil

## Zweite Sendung (2015)

### Die Show
Am 5. September 2015 fand die zweite Sendung des Swiss Dance Contest statt. Sechs Tanzgruppen tanzten im Theater Casino Zug. Die knapp zweistündige Sendung wurde live auf SwissYouthTV übertragen. Moderiert wurde der Swiss Dance Contest erneut von Daniel Küng. Lars Hummel komplettierte das Duo, der neben der Sendeleitung auch die Backstagemoderation übernahm. Dave Bright and the Lightbulbs eröffneten die Sendung, Lucca Gloor trat in der Hälfte der Sendung als Liveact auf. Die Siegergruppe wurde von der letztjährigen Gruppe Flow2Flow Crew gekürt.

### Die Jury
- Andrew Veluz Resurreccion (Choreograph und Gründer der «American School of Dance»)
- Nadine Imboden (Produzentin und Choreographin)
- Curtis Burger (Tänzer, Choreograph von DJ BoBO)[16]

### Ergebnisse
| Gruppe        | Platz | Punkte der Jury | Voting-Anteil (in %) | Kategoriepreis                        |
| ------------- | ----- | --------------- | -------------------- | ------------------------------------- |
| Lucky Jeans   | 1     | 23              | 37,82 %              |                                       |
| Impress       | 2     | 25              | 26,96 %              | „Bestes Outfit“ und „Bestes Publikum“ |
| Firesteps     | 3     | 17              | 15,95 %              |                                       |
| Free Moves    | 4     | 24              | 8,34 %               | „Beste Musik“                         |
| Beatflow Crew | 5     | 16              | 10,50 %              |                                       |
| Prodigyy      | 6     | 26              | 0,43 %               |                                       |

Angegeben sind jeweils die Wertung der Jury und das Voting.
Grüne Zahlen: höchste Jury-Punktzahl bzw. höchster Voting-Anteil